# Großsteingrab Osterwald
Das Großsteingrab Osterwald war eine megalithische Grabanlage der jungsteinzeitlichen Trichterbecherkultur bei Osterwald, einem Ortsteil von Garbsen in der Region Hannover (Niedersachsen). Es wurde im 18. oder frühen 19. Jahrhundert zerstört.

## Lage
Das Grab befand sich in der Nähe der Windmühle von Ostenwald.

## Beschreibung
Die Anlage wurde in einem Bericht von 1751 als „Opferstein“ missgedeutet. Der Stein soll „dem Albersdorfer ähnlich“ gewesen sein, damit ist das Großsteingrab Brutkamp bei Albersdorf in Schleswig-Holstein gemeint. Über Ausrichtung, Maße und Grabtyp der Anlage von Osterwald liegen keine näheren Informationen vor. Weitere Steine aus der Nähe sollen um 1750 zum Bau von Schloss Ricklingen verwendet worden sein. Ob sie vom gleichen Grab stammten oder von weiteren benachbarten Gräbern lässt sich nicht mehr feststellen.